# Gemeentelijke rekenkamer
Gemeentelijke rekenkamers doen onderzoek naar doelmatigheid, doeltreffendheid en rechtmatigheid van het gemeentelijk beleid, in Nederland. In 2006 dient elke gemeente dergelijk onderzoek uit te kunnen voeren, hetzij door een eigen rekenkamer of rekenkamerfunctie, hetzij in samenwerking met andere gemeenten.
De eerste gemeentelijke rekenkamer werd in 1996 in Delft ingesteld. Landelijke invoering volgde vanaf maart 2002 in het kader van het dualisme, waarmee de ontstane verweving tussen gemeenteraad en gemeentebestuur teruggebracht diende te worden. Essentie van het gemeentelijk dualisme is dat het college van B & W bestuurt, en dat de raad controleert en kaders stelt. Een belangrijk instrument voor de controletaak van de raad werd de gemeentelijke rekenkamer. 
Tussen 2006 en 2023 konden gemeenteraadsleden lid zijn van de gemeentelijke rekenkamer, dat heette een rekenkamerfunctie. Een gemeentelijke rekenkamerfunctie kon bestaan uit enkele raadsleden en externe leden of een combinatie van beide, die benoemd worden door de gemeenteraad. Een rekenkamer bestaat uitsluitend uit externe leden. Als er meerdere leden zijn spreekt men van een rekenkamercommissie, als er één lid is van een directeursmodel. De rekenkamer wordt ondersteund door een ambtelijk secretaris. De rekenkamer heeft een eigen budget om onderzoek uit te laten voeren. 
Per 1 januari 2023 is de Wet versterking decentrale rekenkamers van kracht geworden met een overgangstermijn van een jaar. Dat betekent dat per 1 januari 2024 gemeenteraadsleden geen deel meer mogen uitmaken van de gemeentelijke rekenkamer. 
Andere rekenkamers: de Algemene Rekenkamer en de Europese Rekenkamer.
De regionale rekenkamers in Nederland hebben zich verenigd in de NVRR, de Nederlandse Vereniging voor Rekenkamers & Rekenkamercommissies. Hiervan zijn tevens de Algemene Rekenkamer en enkele rekenkamers van waterschappen lid.

## Referentie
1. ↑  Zie: Peter de Goede & Jelly Smink, 'Een gezond wantrouwen in het lokale bestuur. Over de positie van de onafhankelijke rekenkamer in het lokale controlesysteem'. In: Els Boers, Peter Castenmiller & Vic Veldheer (red.), De gracieuze rekenkamer. Réunion, 2010.
2. ↑  Model Verordening gemeentelijk rekenkamer vernieuwd.